# Polícia judiciária
A polícia judiciária é uma atividade do monopólio estatal que tem como principal objetivo apurar as infrações penais, identificando autoria e materialidade por meio de uma devida investigação policial, instrumentalizado pelo Inquérito Policial, um procedimento administrativo submetido ao filtro constitucional, servindo, em regra, de base à pretensão punitiva do Estado formulada pelo Ministério Público ou pelo Querelante, ambos titulares da ação penal de iniciativa pública ou privada, respectivamente.

## Polícia judiciária por países

### Brasil
No Brasil as atribuições de polícia judiciária são da atribuição das Polícias Civis dos Estados e do Distrito Federal e da Polícia Federal, de acordo com os parágrafos 4º e 1º, do artigo 144, da Constituição Brasileira.
A função de Polícia Judiciária no Brasil remonta à 1619, quando os alcaides exercendo as suas atividades nas vilas da Colônia realizavam diligências para a prisão de malfeitores, sempre acompanhados de um escrivão que do ocorrido lavrava um termo ou auto, para posterior apresentação ao magistrado. Mais tarde surgiu a figura do ministro criminal (ou meirinho) que nos seus bairros mesclava as atribuições de juiz e policial, mantendo a paz, procedendo devassas e determinando a prisão de criminosos.
A partir de 1808, com a criação da Intendência Geral de Polícia da Corte e do Estado do Brasil, no Rio de Janeiro, e a instituição no mesmo ano da Secretaria de Polícia, o embrião da atual Polícia Civil do Estado do Rio de Janeiro, seguida da criação do cargo de Comissário de Polícia em 1810, fixou-se na nova estrutura policial o exercício da polícia judiciária brasileira.
Durante o governo imperial coube o seu desempenho aos Delegados do Chefe de Polícia, cargo preservado depois da Proclamação da República em 1889, na Polícia Civil do Distrito Federal e nas polícias civis dos demais estados da federação.
A partir de 1967 as polícias civis, por força da legislação do Regime Militar, perderam as atribuições relativas ao policiamento ostensivo uniformizado que vinham exercendo desde 1866 através das suas corporações de guardas civis. Essa modalidade passou à competência das polícias militares estaduais e das guardas municipais.
Nos termos do § 4º, do artigo 144, da Constituição da República Federativa do Brasil de 1988, "às polícias civis, dirigidas por delegados de polícia de carreira, incumbem, ressalvada a competência da União (Polícia Federal), as funções de polícia judiciária e a apuração das infrações penais, exceto as militares. Estão subordinadas aos governadores dos estados da federação, através das secretarias de segurança pública.
A apuração das infrações penais (crimes ou contravenções), desenvolvida por meio da devida investigação policial, é realizada no curso do Inquérito Policial, com previsão no Código de Processo Penal brasileiro. O Inquérito Policial é conduzido de forma independente, exclusivamente pelo delegado de polícia, nos termos da Lei nº 12.830/2013, que o remete ao juízo criminal competente após a sua conclusão. O Ministério Público poderá requisitar diligências complementares destinadas a melhor instruí-lo para o oferecimento da ação penal.

### Portugal
Em Portugal, a Polícia Judiciária (PJ) é o principal órgão policial de investigação criminal, vocacionado para o combate à grande criminalidade nomeadamente ao crime organizado, terrorismo, tráfico de estupefacientes, corrupção e criminalidade económica e financeira. A PJ está integrada no Ministério da Justiça, atuando sob orientação do Ministério Público.
Na dependência do Ministério da Defesa Nacional, existe a Polícia Judiciária Militar, que exerce competência semelhantes no âmbito das Forças Armadas.
A investigação de pequenos crimes e outros delitos compete, nas suas diversas áreas de atuação, a outras corporações policiais (Polícia de Segurança Pública, Guarda Nacional Republicana, Autoridade de Segurança Alimentar e Económica, etc.).

### No mundo
A existência de corporações de polícia judiciária independentes, como as do Brasil, Portugal, de alguns dos antigos territórios coloniais portugueses (Cabo Verde, Guiné-Bissau, São Tomé e Príncipe e Macau) e de alguns outros países da América Latina (notadamente Chile e México) constitui exceção dentre as organizações policiais do mundo, onde cada força de segurança pública concentra na sua própria estrutura os dois ramos da atividade policial: a ordem pública e a investigação criminal. Estas últimas são chamadas "polícias de ciclo completo".
Assim, há o modelo anglo-saxão de polícia única e de ciclo completo, com competência para o exercício da polícia judiciária ou investigação criminal e execução do policiamento preventivo uniformizado, com exclusividade, num determinado território. É adotado na maioria das nações, sendo bastante conhecidas as polícias do Reino Unido, Alemanha e Estados Unidos.
Em alguns países da Europa Latina (como França, Itália e Espanha), o território de atuação é dividido por duas corporações policiais, também de ciclo completo, sendo uma com estatuto civil (Polícia Nacional na França, Polícia do Estado na Itália e Corpo Nacional de Polícia na Espanha) e outra com regulamento militar (Gendarmeria Nacional na França, Carabineiros na Itália e Guarda Civil na Espanha).